# Gorganbugten
Gorganbugten (persisk: خلیج گرگان) er den største golf i det Kaspiske Hav. Den ligger i Iran i den sydøstligste del af Det Kaspiske Hav og er næsten afskåret fra dette af den langstrakte halvø Miankaleh mod nord. Det er kun forbindelse mellem Gorganbugten og resten af havet i den østlige side af bugten.
Bugten og halvøen danner et vådområde på ca. 100.000 ha med en maksimal dybde på 2 meter i bugten. Området rummer ferskvandssumpe og sæsonoversvømmet skov og en ferskvandslagune med omfattende rørskove. Området et er vigtigt yngle- og overvintringsområde for mange vandfugle, blandt andre pelikaner, skarver, hejrer, flamingoer og gæs. Bugten og de tilstødende landarealer blev udnævmt til Ramsarområde i 1975.
Området lider alvorligt af forurening og faldende vandstand på grund af stigende forurening og mindre tilførsel af vand fra opdæmmede floder. Ifølge et medlem af Caspian Sea National Research Center vil bugten være forsvundet i 2025 hvis der ikke gøres noget.